# Katerynopil (Dorf)
Katerynopil (ukrainisch Катеринопіль; russisch Катеринополь Katerinopol) ist ein Dorf in der ukrainischen Oblast Dnipropetrowsk mit etwa 360 Einwohnern.

## Geschichte
Gegründet im frühen 19. Jahrhundert stammt die erste urkundliche Erwähnung in historischen Dokumenten aus dem Jahr 1830.

## Geographie
Katerynopil liegt an der Saksahan 87 km westlich vom Oblastzentrum Dnipro. Das ehemalige Rajonzentrum Krynytschky liegt 39 km östlich des Ortes. Die Siedlung städtischen Typs Boschedariwka liegt 8 km südöstlich von Katerynopil. Im Westen grenzt die Gemeinde an den Rajon Pjatychatky.

## Verwaltungsgliederung
Am 12. Juni 2020 wurde das Dorf ein Teil der Siedlungsgemeinde Boschedariwka, bis dahin bildete es zusammen mit den Dörfern Nowa Prazja (Нова Праця), Nowohuriwka (Новогурівка), Pawliwka (Павлівка), Prywillja (Привілля) und Sorja (Зоря) die gleichnamige Landratsgemeinde Katerynopil (Катеринопільська сільська рада/Katerynopilska silska rada) im Nordwesten des Rajons Krynytschky.
Am 17. Juli 2020 kam es im Zuge einer großen Rajonsreform zum Anschluss des Rajonsgebietes an den Rajon Kamjanske.